# Камйонка (гміна Черськ)
Камйонка (пол. Kamionka, нім. Heidefließ) — село в Польщі, у гміні Черськ Хойницького повіту Поморського воєводства.
Населення — 282 особи (2011).
У 1975-1998 роках село належало до Бидгощського воєводства.

## Демографія
Демографічна структура станом на 31 березня 2011 року:
|          | Загалом | Допрацездатний вік | Працездатний вік | Постпрацездатний вік |
| -------- | ------- | ------------------ | ---------------- | -------------------- |
| Чоловіки | 139     | 38                 | 93               | 8                    |
| Жінки    | 143     | 44                 | 79               | 20                   |
| Разом    | 282     | 82                 | 172              | 28                   |